# Celastrus virens
Celastrus virens là một loài thực vật có hoa trong họ Dây gối. Loài này được (F.T.Wang & Tang) C.Y.Cheng & T.C.Kao mô tả khoa học đầu tiên năm 1999.